# Liste des districts dans le borough londonien de Lewisham
Cette liste répertorie les lieux entièrement ou partiellement situés dans le borough londonien de Lewisham, dans le sud-est de Londres, en Angleterre. Les endroits en italique ne sont que partiellement dans le borough. Les lieux en gras ont leurs propres articles portant ce titre; les lieux qui ne sont pas en gras sont soit des redirections vers d'autres articles sur les lieux qui les englobent, soit aucun article.
Le graphique montre les circonscriptions électorales, les circonscriptions électorales du Royaume-Uni et les codes postaux dans lesquels il y a les lieux. Il y a trois circonscriptions dans le borough; Ce sont Lewisham East (LE), Lewisham Deptford (LD) et Lewisham West and Penge (LWP), qui couvre également une partie du borough londonien de Bromley. Le graphique ne montre que les borough, les circonscriptions et les codes postaux qui couvrent la zone de la localité dans le borough de Lewisham uniquement pour les localités situées partiellement dans le borough.
La ville postale pour tous les codes postaux SE est LONDRES et couvre la quasi-totalité du borough, la petite partie couverte par BR1 étant la ville postale BROMLEY. Le code 020 couvre l’ensemble du borough.

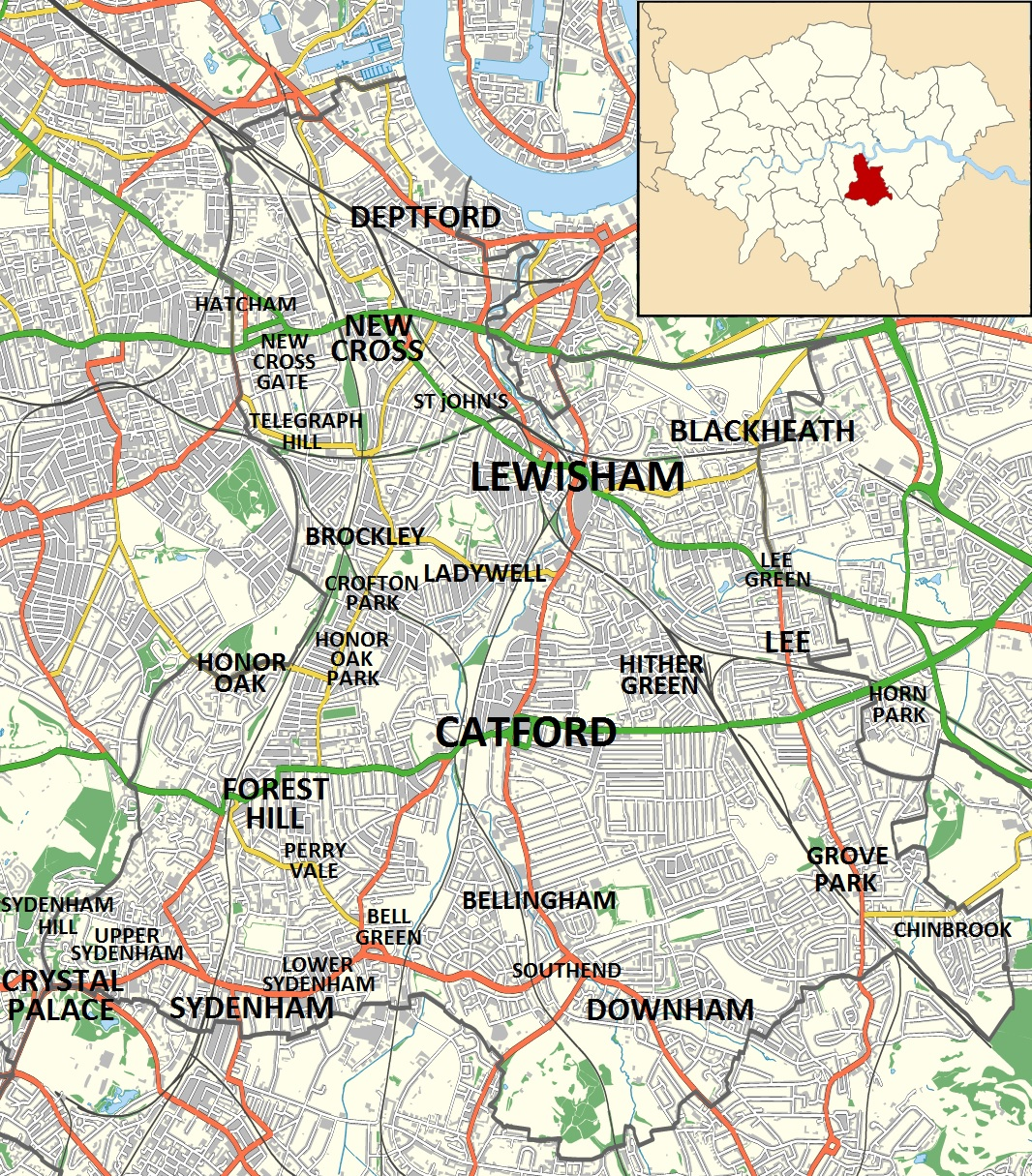
Carte du borough londonien de Lewisham indiquant l'emplacement des lieux qui s'y trouvent

## Districts
| District/Suburb | ward(s)                    | circonscription | Code postal      | coord    | notes                                                             |
| --------------- | -------------------------- | --------------- | ---------------- | -------- | ----------------------------------------------------------------- |
| Bell Green      | Bellingham, Sydenham       | LWP             | SE6, SE23, SE26  | TQ366720 | Considéré comme faisant partie de Lower Sydenham                  |
| Bellingham      | Bellingham                 | LWP             | SE6              | TQ375715 |                                                                   |
| Blackheath      | Blackheath                 | LE              | SE3              | TQ395765 | Également en partie couvert par le Borough royal de Greenwich     |
| Brockley        | Brockley                   | LD              | SE4              | TQ367754 |                                                                   |
| Catford         | Catford South, Rushy Green | LE              | SE6              | TQ385735 |                                                                   |
| Chinbrook       | Grove Park                 | LE              | SE12, SE9        | TQ411722 |                                                                   |
| Crofton Park    | Crofton Park               | LD              | SE23, SE4        | TQ365745 |                                                                   |
| Crystal Palace  | Sydenham                   | LWP             | SE26             | TQ343714 |                                                                   |
| Deptford        | Evelyn                     | LD              | SE8              | TQ372772 |                                                                   |
| Downham         | Downham                    | LE              | BR1              | TQ389713 | Également couvert en partie par le Borough londonien de Bromley   |
| Forest Hill     | Forest Hill                | LWP             | SE23             | TQ354728 |                                                                   |
| Grove Park      | Grove Park                 | LE              | SE12, SE9, BR1   | TQ406721 | Également couvert en partie par le Borough londonien de Bromley   |
| Hatcham         | New Cross                  | LD              | SE14, SE15       | TQ357768 | Maintenant largement appelé New Cross Gate                        |
| Hither Green    | Lee Green, Lewisham        | LE, LD          | SE13, SE6, SE12  | TQ395745 |                                                                   |
| Honor Oak       | Forest Hill                | LWP             | SE23             | TQ354739 |                                                                   |
| Honor Oak Park  | Crofton Park               | LD              | SE23, SE4        | TQ360740 |                                                                   |
| Ladywell        | Ladywell                   | LD              | SE13, SE4        | TQ380747 |                                                                   |
| Lee             | Lee Green                  | LE              | SE12, SE13, SE3  | TQ391753 | Nom interchangeable avec Lee Green                                |
| Lee Green       | Lee Green                  | LE              | SE12, SE3, SE13  | TQ399749 | Nom interchangeable avec Lee                                      |
| Lewisham        | Lewisham                   | LD              | SE13             | TQ385755 |                                                                   |
| Lower Sydenham  | Sydenham, Bellingham       | LWP             | SE26, SE23       | TQ356718 | Également couvert en partie par le Borough londonien de Bromley   |
| New Cross       | New Cross                  | LD              | SE14, SE4        | TQ366769 |                                                                   |
| New Cross Gate  | New Cross                  | LD              | SE14, SE15       | TQ360768 |                                                                   |
| Perry Vale      | Perry Vale                 | LWP             | SE23, SE26       | TQ360725 | Souvent considéré comme Forest Hill                               |
| St Johns        | Brockley, Ladywell         | LD              | SE8, SE4         | TQ375762 |                                                                   |
| Southend        | Whitefoot, Downham         | LE              | SE6, BR1         | TQ382717 | Souvent connu sous le nom de Bellingham                           |
| Sydenham        | Sydenham                   | LWP             | SE26             | TQ352714 | Également couvert en partie par le Borough londonien de Bromley   |
| Sydenham Hill   | Sydenham                   | LWP             | SE21, SE26, SE23 | TQ346723 | Également couvert en partie par le Borough londonien de Southwark |
| Telegraph Hill  | Telegraph Hill             | LD              | SE4, SE14        | TQ359760 |                                                                   |
| Upper Sydenham  | Sydenham                   | LWP             | SE26             | TQ345717 | Également couvert en partie par le Borough londonien de Bromley   |

## Référence
- (en) Cet article est partiellement ou en totalité issu de l’article de Wikipédia en anglais intitulé « List of districts in the London Borough of Lewisham » (voir la liste des auteurs).